# Sarah Stricker

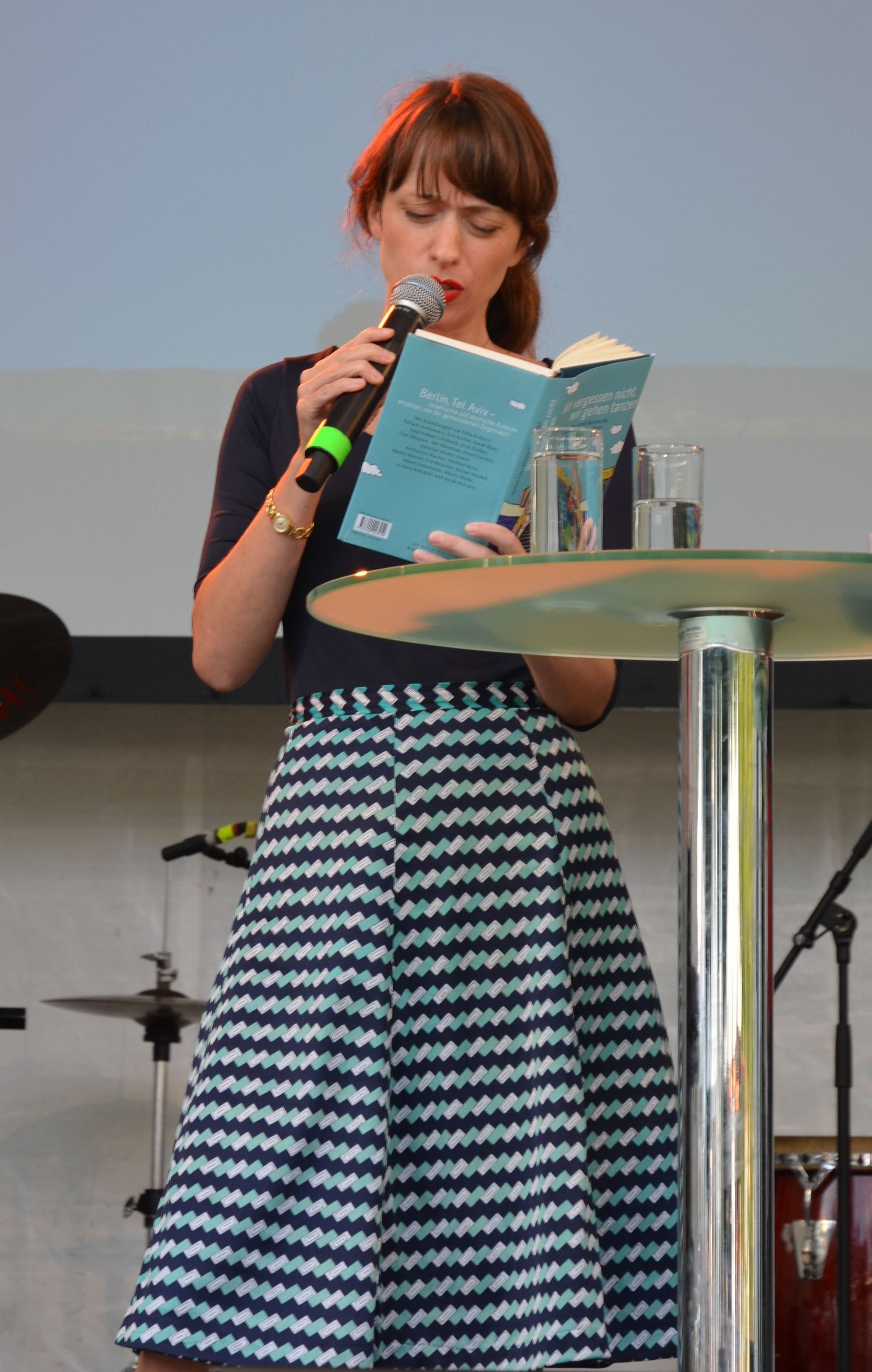
Sarah Stricker bei einer Lesung (2015)

Sarah Stricker (* 1980 in Speyer) ist eine deutsche Journalistin und Schriftstellerin.

## Leben
Sarah Stricker wuchs in Schwegenheim bei Speyer auf und studierte deutsche, französische und englische Literaturwissenschaft in Mannheim, Charleston (South Carolina) und Dijon. Seit 2009 lebt sie in Tel Aviv und berichtet von dort aus für deutsche Medien über Israel und für israelische Medien über Deutschland. Ihre Kurzgeschichten wurden mehrfach ausgezeichnet, zuletzt mit dem Georg-K.-Glaser-Preis.
2013 erschien ihr erster Roman Fünf Kopeken, der vom Land Rheinland-Pfalz durch den Martha-Saalfeld-Förderpreis gefördert wurde und überregional Beachtung fand. Im Dezember 2013 erhielt sie dafür den Mara-Cassens-Preis, den mit 15.000 Euro höchstdotierten Preis für ein deutsches Roman-Debüt. In ihrer Begründung bescheinigte die Jury Stricker ein schier unerschöpfliches kreatives Potenzial und die Fähigkeit, hinter einer bildreichen Sprache, große humanistische Themen zu verhandeln.
Während der Militäroperation Operation Protective Edge 2014 schrieb sie über vier Wochen hinweg ein viel beachtetes Tagebuch für das Feuilleton der Süddeutschen Zeitung, für das sie unter anderem für den Axel-Springer-Preis nominiert wurde.

## Preise
- 2010 Felix-Rexhausen-Preis, Sonderpreis für die Reportage Die wollen mich fertigmachen (Frankfurter Allgemeine Sonntagszeitung, 30. August 2009)[10][11]
- 2011 Martha-Saalfeld-Förderpreis, für einen Auszug aus dem sich noch in Arbeit befindlichen Manuskript Fünf Kopeken
- 2013 Georg-K.-Glaser-Preis, für die Kurzgeschichte Die Dichterin
- 2013 Mara-Cassens-Preis, für ihr Roman-Debüt Fünf Kopeken
- 2014 auf der Short List des Rauriser Literaturpreis, mit Fünf Kopeken[12]
- 2014 auf der Short List des Preises des festival du premier roman in Chambéry[13]
- 2015 Finalistin beim Axel-Springer-Preis, für Nicht das richtige Wetter für einen Krieg[14]

## Veröffentlichungen
- Fünf Kopeken, Roman. Eichborn Verlag, Köln 2013, ISBN 978-3-8479-0535-6.
- Die Auserwählten. Eine wahre Kurzgeschichte, in: FAZ, 7. März 2015, S. 20
- Der neue Deutsche, Kurzgeschichte, in: "Wir vergessen nicht, wir gehen tanzen. Israelische und Deutsche Autoren schreiben über das andere Land." S. Fischer Verlag, Frankfurt am Main 2015, ISBN 978-3-10-002391-9.
- Eine wahre Geschichte, Kurzgeschichte in "Iss doch wenigstens das Fleisch." Rowohlt Verlag, Reinbek 2016, ISBN 978-3-499-27190-8.[15]
- Die Ermatteten, Essay, in: "Jüdischer Almanach. Mein Israel - Szenen eines Landes." Suhrkamp, Berlin 2018, ISBN 978-3-633-54287-1[16]